# Felipe Thorndike
Felipe Thorndike Beltrán (Lima, 3 de septiembre de 1927-Lima, 5 de julio de 2002) fue un empresario e ingeniero peruano.

## Biografía

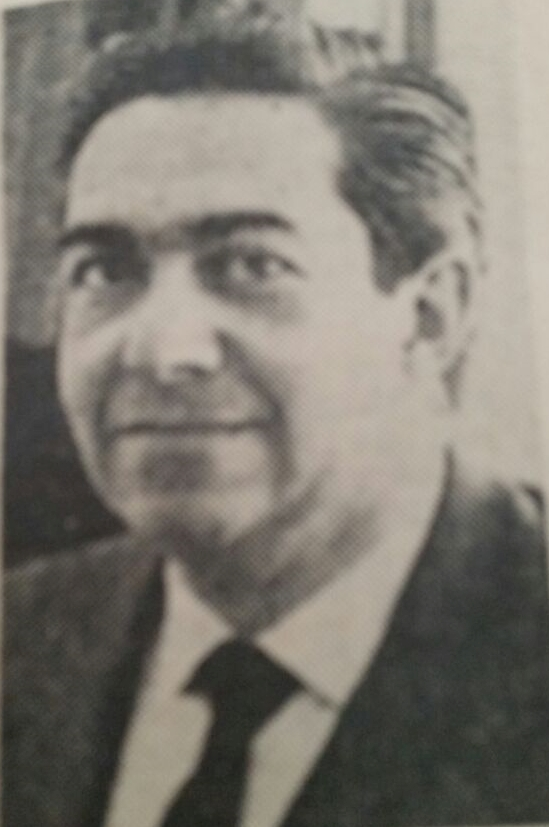
Felipe Thorndike Beltrán

Nacido en 1927 en Lima, fue hijo de Luis Felipe Thorndike Galup y Augusta María Beltrán Espantoso. Era sobrino del prominente político y hacendado Pedro Beltrán Espantoso y del empresario Felipe Beltrán. Realizó sus estudios en el Massachusetts Institute of Technology, del que se graduó con honores de bachelor of Science en Ingeniería química (1948) y del que por muchos años fue secretario honorario (desde 1952). 
Estuvo casado con Carmen Valdez Balta, con quien tuvo 4 hijos (Augusta, Felipe, Patricia y Juan) y luego con Lucila Piedra Toso, con quien tuvo 2 hijos (Paul y Thomas).
Luego de colaborar en el diario familiar de La Prensa como editor y director, se dedicó principalmente a la industria petrolera. A mediados de los 50, se volcó con éxito a la investigación y exploración de yacimientos petrolíferos en el norte y oriente de Perú, estableciendo junto a sus tíos las compañías petroleras del Pacífico, El Oriente, Inversiones Petroleras, San Miguel y, sobre todo, Lobitos, en la provincia de Talara. Posteriormente, muchas de estas compañías fueron concesionadas a conglomerados extranjeros en controversiales operaciones que luego se investigaron en el Parlamento. Participó, además, en los directorios de diversas entidades financieras y mineras como presidente de Exportadora Internacional, gerente de Propesca y director del Banco Wiese, el Banco de Vivienda, las compañías de seguros Peruano Suiza y Cóndor, y de Volcán Compañía Minera. 
Producida la Reforma agraria a finales de la década del sesenta, el gobierno militar expropió los negocios de su familia y lo persiguió, por lo que se exilió en Estados Unidos y se dedicó al desarrollo de negocios inmobiliarios y petrolero en Texas. Regresó en 1979 y fue nombrado vicepresidente de la petrolera estatal Petroperú. En los 90, fue miembro del comité del Fredemo y apoyó la candidatura presidencial de Mario Vargas Llosa.
Thorndike fue, además, miembro fundador de la Universidad del Pacífico y de Acción Comunitaria del Perú e impulsor activo de la crianza del caballo de paso peruano. Falleció en 2002.

## Publicaciones
- Pulp from Cotton Stems. Massachusetts Institut of Technology. 1948